# Фуджицу
Fujitsu Limited (富士通株式会社, Fujitsū Kabushiki-gaisha) е японска мултинационална корпорация за оборудване и услуги в областта на информационните и комуникационни технологии, създадена през 1935 г. и със седалище в Токио. Това е шестият най-голям доставчик на ИТ услуги в света по годишни приходи и най-големият в Япония през 2021 г.
Хардуерните предложения от Fujitsu са предимно за персонални и корпоративни компютърни продукти, включително x86, SPARC и мейнфрейм съвместими сървърни продукти, въпреки че корпорацията и нейните дъщерни дружества също предлагат разнообразие от продукти и услуги в областта на съхранение на данни, телекомуникации, модерна микроелектроника и климатизация. Има приблизително 124 000 служители, които поддържат клиенти от над 50 държави и региони.

## История
През 1923 г. е основана японската компания Fuji Denki Seizō K.K., (англ. Fuji Electric Company) съвместно предприятие за производство на електрическо оборудване между Siemens AG и Furukawa Denki Kōgyō. Тази компания по-късно става Fuji Electric през 1984 г.
На 20 юни 1935 г. от Fuji Denki Seizō K.K. се отделя компанията Fuji Tsūshinkiki Seizō, която се занимава с телефонно оборудване и по-късно става Fujitsu. [5]
Компанията работи в тясно сътрудничество със Siemens AG. През април 1978 г. е сключено споразумение между компаниите за съвместно производство на компютри, а през 1999 г. е създадено дъщерното дружество Fujitsu Siemens Computers.
През 2008 г. Siemens обявява, че компютърният бизнес не е основен бизнес за компанията и се оттегля. Съответно Fujitsu изкупува дела на партньора си за 450 милиона евро и наследява всички регионални офиси и персонал на Fujitsu Siemens Computers. От 1 април 2009 г. компанията се нарича Fujitsu Technology Solutions и е специализирана в ИТ решения.

## Продукти и решения
- Сървъри PRIMERGY.
- Системи за съхранение на данни ETERNUS.
- Персонални системи:
  - Гама от преносими компютри и таблети LIFEBOOK
  - Нулеви клиенти Fujitsu ZeroClient
  - Тънки клиенти FUTRO
  - Персонални компютри ESPRIMO
  - Работни станции Fujitsu CELSIUS
  - Периферия
  - Автомобилно радио

## Роля в България
Първият български промишлено произведен компютър ЗИТ-151 на базата на полупроводникови елементи – диоди и транзистори – е изработен в края на 60-те години в Завода за изчислителна техника (ЗИТ) в София по лиценз на Fujitsu, на основа на компютъра Facom 230 – 30.